# Hanzó Lajos
Hanzó Lajos (Nagybánhegyes, 1915. szeptember 7. – Szarvas, 1964. november 21.) Kossuth-díjas tanítóképzői, gimnáziumi és óvónőképzői tanár. Szerkesztő, hely- és tudománytörténeti szakíró.

## Életútja
Felsőfokú tanulmányokat a szegedi egyetemen folytatott, földrajz-történelem szakos középiskolai tanári oklevelet és bölcsészdoktori fokozatot szerzett 1941-ben. Doktori disszertációjában az erdélyi szász önkormányzat kialakulásával foglalkozott. 1942-ben pedagógia-filozófia szakos tanítóképző intézeti tanári oklevelet szerzett. Szarvason kapott állást a tanítóképzőben (1942-43), innen a Vajda Péter Gimnáziumba ment történelmet tanítani (1943-1960), majd 1960-tól a Szarvasi Felsőfokú Óvónőképző Intézet szakvezető tanáraként működött haláláig.

## Munkássága
Szerkesztette a Szarvasi Felsőfokú Óvónőképző Intézet évkönyveit (1961-1962) és a Magyarországi Óvónőképző Intézetek Tudományos Közleményei c. szaklapot (1963-64). Szakcikkeit közreadta többek közt a Levéltári Híradó (1958), a Pedagógiai Szemle (1959), a Körös Népe : Történelmi és néprajzi szemle (1957), A Szántó Kovács Múzeum Évkönyve (1960), az Agrártörténeti Szemle (1961, 1963). Kandidátusi értekezésnek szánt tanulmányát a Körösvidék 18. századi mezőgazdaságának történetéről írta, de korai halála miatt az értekezés benyújtására és megvédésére már nem kerülhetett sor.
Kutatási területe környezete szűkebb és a tágabb régiójának helytörténete (Szarvas, Békés megye, Erdély), valamint Tessedik Sámuel és Vajda Péter munkássága volt. NDK-beli és csehszlovákiai helytörténészekkel is tartott fenn szakmai kapcsolatokat, szlovákul és németül is tartott előadásokat. A Magyar Történelmi Társulat megbízásából Olmützben részt vett a Palacky Egyetemen tartott nemzetközi helytörténeti konferencián.

## Kötetei
- Az erdélyi szász önkormányzat kialakulása. Szeged, 1941
- Vajda Péter : 1808-1846. Békéscsaba, 1958
- Feudalizmuskori árutermelés és iparfejlődés Békés megyében. Gyula, 1959
- Tessedik Sámuel kisebb írásai. Szarvas, 1960
- A földkérdés alakulása Békés megyében a 19. század második felében. Gyula, 1964

## A következő kötetek lektorálásában vett részt
- Vincze Ferenc: A szarvasi mezőgazdasági szakoktatás múltja és jelene. Békéscsaba, 1964. 132 p.
- A munkára nevelés hazai történetéből : a Magyar Tudományos Akadémia Neveléstörténeti Albizottságának gyűjteménye. Budapest : Akadémiai Kiadó, 1965. 559 p.

## Díjak, elismerések
- Népköztársasági Érdemérem
- Kossuth-díj (1955)